# Ride, Vaquero!
 Ride, Vaquero! és una pel·lícula estatunidenca dirigida per John Farrow, estrenada el 1953.

## Argument
Aquesta pel·lícula conta la rivalitat entre cowboys i vaqueros dels dos costats de la frontera mexicana. Al sud de l'estat de Texas impera la llei del més fort, personificada en dos homes violents. Es tracta del cap mexicà José Esqueda i el seu lloctinent i germà adoptiu, Rio. A aquesta terra arriba King Cameron, amb la seva dona Cordelia, disposats a construir un ranxo. Tot i que Esqueda els incendia la casa, el matrimoni no té cap intenció de deixar-se intimidar i intentaran per tots els mitjans vèncer el malvat, mentre Rio, per la seva banda, intentarà conquistar la noia.

## Crítica
Un fosc i violent western que potser flaquegi una mica pel que fa al desenvolupament dels personatges però que resulta agradable gràcies als seus bells exteriors i a la perícia del seu director, l'australià John Farrow (el pare de l'actriu Mia Farrow) a les escenes d'acció. Excel·lent quartet protagonista, a més, en què destaca un Anthony Quinn, fabulós, un cop més, en un d'aquests personatges racials tan freqüents en la seva carrera.

## Repartiment
- Howard Keel: King Cameron
- Robert Taylor: Rio
- Ava Gardner: Cordelia Cameron
- Anthony Quinn: José Esqueda
- Kurt Kasznar: pare Antonio
- Ted de Corsia: xèrif Parker
- Charlita: una cantant
- Jack Elam: Barton
- Walter Baldwin: Adam Smith
- Joe Dominguez: Vincente
- Frank McGrath: Pete
- Charles Stevens: un vaquer
- Rex Lease: adjunt al xèrif
- Tom Greenway: adjunt al xèrif